# Mortonagrion stygium
Mortonagrion stygium là một loài chuồn chuồn kim trong họ Coenagrionidae.
Mortonagrion stygium được miêu tả khoa học năm 1954 bởi Fraser.